# Chadia Clot
Pour les articles homonymes, voir Clot.
Chadia Clot, née le 6 octobre 1947 à Haïfa en Palestine mandataire, est une femme d’affaires française. Elle gère les investissements privés de la famille royale qatarie Al Thani en France.

## Biographie
Chadia Clot, née Jihan Sanbar, passe une partie de son enfance dans la ville d’Haïfa en Israël. Sa famille s’exilera par la suite au Liban.
Elle est mariée avec un ingénieur français. Son cousin est le grand poète palestinien Elias Sanbar. 
Son fils, Ziyad Clot, diplômé de l'Institut d'études politiques de Paris, a été nommé conseiller de l’émir Hamad ben Khalifa Al Thani avant de devenir avocat du Fatah, le parti politique palestinien créé par Yasser Arafat.  
Chadia Clot est diplômée en philosophie et en sciences politiques. 

### Carrière professionnelle
Elle commence sa carrière dans le commerce des antiquités et crée une petite galerie d’art et d’antiquités dans le quartier du Montparnasse à Paris. C’est là qu’elle rencontre l’épouse de l’ancien émir du Qatar, Moza bint Nasser Al Missned, dite « Cheikha Moza », dont le goût pour les objets d’art et les antiquités françaises est connu.
Chadia Clot devient alors la protégée de la Cheikha Mozah et de l’émir Cheikh Hamad ben Khalifa Al Thani, qui lui confient la gestion d’une grande partie des fonds d'investissements privés de la famille royale qatarie en France. Elle devient la dirigeante de French Properties Management, le fonds d’investissement du type Family Office dédiée aux investissements de la famille Al Thani dans le secteur immobilier français. Chadia Clot est connue pour la discrétion de sa gestion des affaires de la famille royale. Selon le journal Atlantico : 
« Le secret est son mode d’action, sa force, la condition de sa longévité. Pas de trace, pas d’écrit, pas d’apparition en public, trois téléphones branchés jour et nuit, son monde est fait d’intermédiaires grassement rémunérés, de consultants, d’avocats d’affaires et de sociétés écrans basées à l’étranger. »
Chadia Clot est par ailleurs gérante, présidente ou associée dans un grand nombre de sociétés ou fonds d’investissement français contrôlés de façon plus ou moins directe par la famille royale du Qatar, parmi lesquelles :
- Al Fouja’a
- Société civile immobilière du 52 rue d’Anjou
- Jetka Anjou 3
- Alyssum SCI
- Concorde SCI
- La société Soleil
- La société Alnade
- La société Lys Champs-Élysées
- La société Alsar
- La société SCI Tulum
- La société SAN
- Le Printemps immobilier
- La société immobilière de l’Avenue
- La société Altair
- La société Jetka Anjou
- La société Jetka Anjou 2
- SCI Eldom Opéra
- SCI Galaxie Vendôme

Chadia Clot a aussi conseillé la Cheikha Moza dans le cadre de l’acquisition des œuvres d’art destinées à être exposées au Musée d’Art islamique de Doha.

## Polémiques
Chadia Clot a fait l’objet de nombreuses critiques tenant à son style de gestion considéré comme opaque et agressif. 

### Critiques concernant ses méthodes d’investissement
En tant que dirigeants de French Properties Management, Chadia Clot fait souvent l’objet d’accusations concernant l’ampleur et les cibles de ses investissements en France. Ainsi, l’acquisition massive de biens immobiliers prestigieux et importants sur le plan culturel et historique orchestrée par Chadia Clot par le biais des divers fonds d’investissement de la famille royale qatarie a fait dire à certains commentateurs que le Qatar cherchait à « acheter la France ».

### Enquête pour abus de confiance dans le cadre du rachat du Printemps
En tant que gérante des investissements français du fonds Mayapan, Chadia Clot a orchestré le rachat du Printemps par la filiale luxembourgeoise du fonds, « Divine Investments ». L’opération a fait l’objet de nombreuses critiques et a mené à l’ouverture de plusieurs enquêtes judiciaires.
La première enquête, ouverte par la brigade financière du parquet de Paris sous la direction du Procureur de la République François Molins, fait suite à une plainte déposée par les représentants du personnel du groupe pour abus de confiance, blanchiment d’argent, corruption privée et entrave à l’exercice du droit syndical. Les porte-paroles de l’intersyndicale ont par ailleurs décrit le processus de vente du groupe au fonds qatari comme « obscur et peu louable au seul profit d’intérêts financiers » et basé sur des « montages financiers opaques.».  
Au cours de l’été 2013, le journal d’investigation Mediapart publie un échange de courriels entre le PDG du Printemps, Paolo de Cesare, et Jérôme Cahuzac, alors ministre du Budget, évoquant l’exil fiscal en Suisse de ce dernier. L’enquête a par la suite révélé que Paolo de Cesare a créé un montage financier permettant aux 22 millions d’euros de bonus versés à l’occasion de la vente du Printemps de transiter par une holding domiciliée à Singapour et ainsi d’échapper à l’imposition. La plus-value réalisée dans le cadre de la vente (plus de 600 millions d’euros en cinq ans) a elle aussi été échappé à l’impôt puisqu’elle a été versée sur un compte au Luxembourg.  
En décembre 2013, des perquisitions sont menées dans les locaux de la direction du groupe. 
Enfin, le 27 mars 2015, plus de deux années après le signalement du syndicat, une information judiciaire est ouverte.

### Affaire du Yacht et accusation de fraude fiscale
En janvier 2015, le journal d’investigation Mediapart révèle que le parquet de Paris a ouvert une enquête pour blanchiment de fraude fiscale visant Chadia Clot dans le cadre de l’aménagement d’un yacht de luxe appartenant à l’émir Hamim ben Khalifa al-Thani.   
Chadia Clot aurait, selon le journal, validé le versement des frais de l’architecte Alberto Pinto, s’élevant à plus de 1,9 million d’euros, sur un compte en banque suisse. Ce compte appartenait à une société offshore immatriculée aux Iles Vierges. Le montage validé par Chadia Clot aurait permis à l’architecte d’échapper à l’impôt sur le revenu en France. 

### Audition dans le dossier des biens mal acquis de Ben Ali
Chadia Clot fut à une période chargée de la gestion d’un appartement parisien appartenant au gendre de l’ancien Président tunisien Ben Ali, Slim Chiboub. Cet appartement avait été offert à Chiboub par l’émir du Qatar pour le remercier pour son soutien à la construction d’un port de plaisance à Gammarth dans lequel l’émir avait investi. 
En tant que responsable de cette opération opaque, Chadia Clot a été auditionnée par les autorités belges qui ont par la suite déclaré qu’ « il y a de forts soupçons que l’émir a été obligé de payer un droit d’entrée pour participer à ce projet et qu’il fallait le faire de manière discrète. L’option de l’achat de l’appartement a donc été choisie ».